# Johannes Mehring

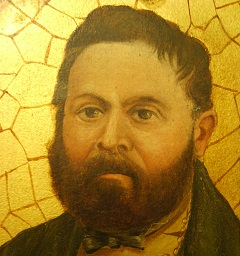
Johannes Mehring

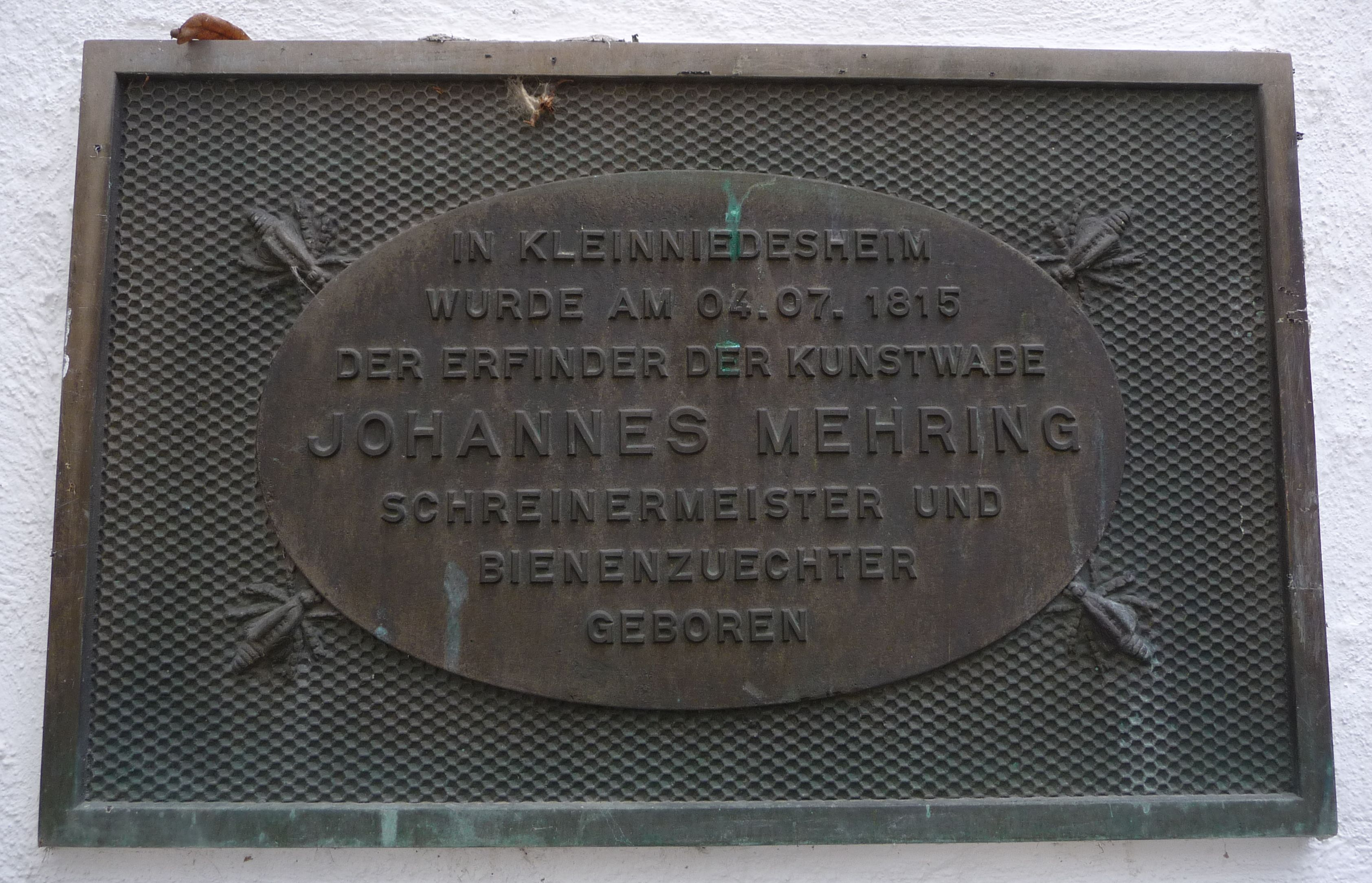
Gedenktafel am Schloss Kleinniedesheim

Johannes Mehring (* 4. Juli 1815 in Kleinniedesheim; † 24. November 1878 in Frankenthal) gilt als einer der wichtigsten Wegbereiter der modernen Imkerei.

## Leben
Johannes Mehring wurde als Kind wenig begüterter Ackersleute geboren. Nach seiner Schulzeit beginnt er an einer Präparandenanstalt die Ausbildung zum Lehrer, beendet diese aber ohne Abschluss. Daraufhin wird er von seinen Eltern nach Worms zu einem Schreinermeister in die Lehre geschickt. Diese schließt er ab und begibt sich als Geselle auf mehrjährige Wanderschaft. Er kehrt als Schreinermeister nach Kleinniedesheim zurück, heiratet 1845 die Lehrerstochter Barbara Wehe und baut 1849 mit 34 Jahren seinen ersten Bienenstand.

### Mittelwand
Seit der Mitte des 19. Jahrhunderts fand zunehmend mobiler Wabenbau in der Bienenhaltung Deutschland Verbreitung. Erst der Mobilbau ermöglicht die Entnahme von vollen Honigwaben aus dem Bienenvolk, ohne Schäden am vorhandenen Wabenbau zu verursachen. Durch die Beweglichkeit der Waben können als Ersatz sofort leere Honigwaben oder Rähmchen eingesetzt werden. Die Beweglichkeit der Waben konnte jedoch zur Steigerung der Honigernte nur genutzt werden, wenn stets Waben zur Verfügung standen. So dachten die Mobil-Imker, wie bspw. August Freiherr von Berlepsch, über die Schaffung künstlicher Waben nach. Da kein praxistaugliches Verfahren zur Herstellung künstlicher Waben auftauchte, schlug 1857 Andreas Schmid, Redakteur der Eichstätter bzw. Nördlinger Bienenzeitung vor, dass es genüge die Zellen in etwa der halben Höhe zu fertigen.
Für Mehring, der 1857 als neuer Mitarbeiter dieser Zeitung begann, dürfte das die entscheidende Anregung gewesen sein. Er erkannte, dass es genügte, nur die Mittelwand herzustellen. Dazu wurde Bienenwachs in eine Form aus Hartholz gegossen, in die er per Hand das Wabenmuster von Arbeitsbienenbau (9 Zellen auf 5 Zentimeter) gestochen hatte. Die ersten Mittelwände wurden für Berlepsch-Rähmchen gefertigt.
Im Jahre 1858 präsentierte Mehring auf der Stuttgarter Wanderversammlung die ersten ausgebauten Kunstwaben und schuf damit ein wesentliches Element der rationellen Imkerei.

### Der Bien
Als angesehener Erfinder und Hersteller von Zubehör zur Bienenhaltung brachte er 1869 sein Buch
Das neue Einwesensystem als Grundlage der Bienenzucht oder Wie der rationelle Imker den höchsten Ertrag von seinen Bienen erzielt. auf den Markt.
Mit der alten Auffassung vom Dreiwesensystem (Königin, Drohnen, Arbeitsbienen) ließen sich nicht alle Vorgänge in einer Bienengemeinschaft erklären. Seiner Meinung nach bilden alle Bienengruppen, Einzelbienen und der Wabenbau einen tief ineinandergreifenden Gesamtkörper. So zog er Vergleiche zwischen einem Wirbeltierkörper und dem „Einwesen“, das man als Bien bezeichnen müsse.
Für die Veröffentlichung seines Buches wurde er von den Vertretern der alten Schule kritisiert und lächerlich gemacht. Nachdem er über acht Jahre seiner Zeit investiert hatte, war er von der Kritik so betroffen, dass er seine Mitarbeit an der Eichstätter Bienenzeitung beendete.
Mit dem Einwesensystem hat Mehring eine erste Definition für einen Superorganismus und die theoretische Grundlage für die rationelle Imkerei gegeben.
Ferdinand Gerstung hat sein System zur organischen Auffassung des Biens weiter entwickelt.
Mehring starb in Frankenthal/Pfalz, wo noch heute eine Straße nach ihm benannt ist. In seinem Geburtsort gibt es ebenfalls eine Johannes-Mehring-Straße. Außerdem erinnert dort ein Diorama hinter dem Propst-Maudray'schen Schloss an seine Erfindung.

## Würdigungen
Gewürdigt wurden seine Verdienste mit der Großen Silbernen Medaille der landwirtschaftlichen Zentralstelle in München, der Preußischen Ehrenmedaille sowie der Kaiserlich-französischen silbernen Medaille.

## Werke (Auswahl)
Johannes Mehring besaß die Fähigkeit ein schwieriges Problem in allen Einzelheiten klar zu erfassen und mit Phantasie und handwerklichem Geschick eine optimale Lösung zu finden. Seine Veröffentlichungen stecken voll guter Einfälle.
Bücher
- Johannes Mehring: Das neue Einwesensystem als Grundlage zur Bienenzucht oder Wie der rationelle Imker den höchsten Ertrag von seinen Bienen erzielt. Auf Selbsterfahrungen gegründet. Frankenthal, Albeck 1869. 344 S.
- Johannes Mehring: Das neue Einwesen-System als Grundlage zur Bienenzucht. Auf Selbsterfahrungen gegründet. Neu herausgegeben von Ferdinand Gerstung. Waetzel, Freiburg i. B. 1901. 68 S.

Artikel
- Über die Befruchtung von Bienenköniginnen (1858)
- Beschreibung eines Stempels für künstliche Wabenanfänge (1858) – Diesen Stempel aus Metall mit dem Grundriss des Querschnitts einer Bienenwabe drückte er auf die Unterseite des oberen Rähmchenschenkels und stellte so künstliche Wabenanfänge als dünne Wachsschicht her. Das Gerät, das er für zwei Gulden verkaufte, gilt als Vorläufer seiner Wabenpresse.
- Die Schwarmschachtel (1859) - (Sie ist ein Schwarmfanggerät)
- Über die Durstnot der Bienen (1859)
- Das Fächeln der Bienen (1859)
- Sind die Bienen in den Weinbergen schädlich? (1860)
- Der Totenkopf als Honigdieb (1860)
- Über unbedeckelte und verkehrtliegende Brut (1860)
- Unregelmäßige Eiablage einer Königin (1861)
- Warum werden ungewöhnlich viele Völker im Winter mutterlos? (1862)
- Zum Füttern der Bienen (1863)
- Malzsirup als Bienenfutter (1863)
- Verunreinigungen des Honigs (1863)
- Umlogieren von Bienenvölkern aus Körben in Kästen (1864)
- Beitrag zum Einschließen der Königin (1865)
- Über das Schaukeln und Hobeln der Bienen (1866)
- Wie finden die Bienen den Honig? (1866)
- Bienenwohnungen mit beweglicher Decke (1866)
- Bieneneier im Honig (1867)
- Kleiner Beitrag zur Bildung des Honigtaus (1867)
- Erneuerung der Wabenanfänge (1867)
- Empfehlung eines neuen Rauchapparats (1868)
- Zur Mehlfütterung (1872)
- Über Faulbrut (1871)